# Eusceptis flavifrimbriata
Eusceptis flavifrimbriata är en fjärilsart som beskrevs av Todd 1971. Eusceptis flavifrimbriata ingår i släktet Eusceptis och familjen nattflyn. Inga underarter finns listade i Catalogue of Life.

## Bildgalleri

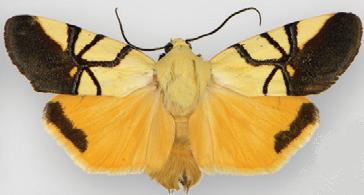